# Sibylle von Gymnich
Sibylle von Gymnich, gebürtig Gisela Maria Gabriele Gräfin Beissel von Gymnich, (* 29. Juli 1921 in Erfurt; † 4. September 2001) war eine deutsche Schauspielerin.

## Leben
Die Tochter des Kapitäns zur See a. D. Dankmar Graf Beissel von Gymnich nahm während des Zweiten Weltkriegs Schauspielunterricht im Schauspielstudio von Lyda Wegener-Salmonova und begann bei Kriegsende 1945 in den kommenden zwei Jahren in Berlin Theater zu spielen. Anschließend ging Sibylle von Gymnich nach München und fand dort Beschäftigung beim Rundfunk sowie als Synchronsprecherin. Heinz Rühmann gab ihr in seiner Funktion als Produzent und Regisseur 1948 eine kleine Rolle in seiner Ehegeschichte Die kupferne Hochzeit. Nach einigen weiteren Filmrollen war ihre Leinwandkarriere bereits nach zehn Jahren beendet. Sibylle von Gymnich hatte aus einer geschiedenen Ehe eine Tochter.

## Filmographie (Auswahl)
- 1948: Die kupferne Hochzeit
- 1952: Hinter Klostermauern
- 1953: Skandal im Mädchenpensionat/Die drei falschen Tanten
- 1956: Zärtliches Geheimnis
- 1956: Kleines Zelt und große Liebe
- 1957: Die Zürcher Verlobung
- 1958: Auferstehung